# Llista de topònims de Montmeló
Llista de topònims (noms propis de lloc) del municipi de Montmeló, al Vallès Oriental
Informació actualitzada per un bot. Els canvis manuals es perdran quan s'actualitzi!

## arbre singular
| imatge | Nom                                            | Ubicat a | instància de   | Detalls | coordenades                                                                                                   | Protecció | Commons (més fotos) | Dades a WD                    |
| ------ | ---------------------------------------------- | -------- | -------------- | ------- | --- | --------- | ------------------- | ----------------------------- |
|        | lledoner del carrer de Vic                     | Montmeló | arbre singular |         | 41° 33′ 14″ N, 2° 15′ 02″ E / 41.5538843°N,2.2505544°E ca:Carrer de Vic confluència amb la Ronda del Pedregar |           |                     | Modifica les dades a Wikidata |
|        | plataner de la zona d’esbarjo de Can Cabanyes  | Montmeló | arbre singular |         | 41° 33′ 51″ N, 2° 15′ 49″ E / 41.5642789°N,2.2636671°E ca:Carrer de la Verneda del Congost.                   |           |                     | Modifica les dades a Wikidata |
|        | plataners del carrer del Sant Crist de la Grua | Montmeló | arbre singular |         | 41° 33′ 01″ N, 2° 14′ 42″ E / 41.550277°N,2.2450046°E ca:Carrer del Sant Crist de la Grua                     |           |                     | Modifica les dades a Wikidata |

## bassa
| imatge | Nom                          | Ubicat a | instància de | Detalls      | coordenades                                                                            | Protecció | Commons (més fotos) | Dades a WD                    |
| ------ | ---------------------------- | -------- | ------------ | ------------ | -------------------------------------------------------------------------------------- | --------- | ------------------- | ----------------------------- |
|        | Bassa de La Pardalera        | Montmeló | bassa        |              | 41° 33′ 57″ N, 2° 15′ 43″ E / 41.5658971°N,2.2620034°E                                 |           |                     | Modifica les dades a Wikidata |
|        | Bassa del bosc de Can Català | Montmeló | bassa        | 19th century | 41° 34′ 02″ N, 2° 15′ 48″ E / 41.5671381°N,2.2632185°E ca:Carrer del Mas Moreneta, s/n |           |                     | Modifica les dades a Wikidata |

## bosc
| imatge | Nom                                     | Ubicat a | instància de | Detalls | coordenades                                                                         | Protecció | Commons (més fotos) | Dades a WD                    |
| ------ | --------------------------------------- | -------- | ------------ | ------- | ----------------------------------------------------------------------------------- | --------- | ------------------- | ----------------------------- |
|        | Bosc del Turó de les Tres Creus         | Montmeló | bosc         |         | 41° 33′ 06″ N, 2° 15′ 22″ E / 41.5518038°N,2.2562099°E ca:Turó de les Tres Creus    |           |                     | Modifica les dades a Wikidata |
|        | Bosc del polígon industrial del circuit | Montmeló | bosc         |         | 41° 33′ 58″ N, 2° 15′ 39″ E / 41.566142°N,2.260716°E ca:Carretera BV 5003, PK 2,100 |           |                     | Modifica les dades a Wikidata |

## casa
| imatge | Nom                                                             | Ubicat a | instància de | Detalls                                          | coordenades | Protecció                   | Commons (més fotos)         | Dades a WD                    |
| ------ | --------------------------------------------------------------- | -------- | ------------ | ------------------------------------------------ | --- | --------------------------- | --------------------------- | ----------------------------- |
|        | Ca l'Advocada                                                   | Montmeló | casa         | Estil: arquitectura eclèctica 20th century       | 41° 33′ 08″ N, 2° 14′ 53″ E / 41.552233°N,2.248107°E ca:C. Vic, 5 83 msnm                                      | bé cultural d'interès local | Ca l'Advocada (Montmeló)    | Modifica les dades a Wikidata |
|        | Ca l'Obdúlia                                                    | Montmeló | casa         | Estil: arquitectura eclèctica 20th century       | 41° 32′ 56″ N, 2° 14′ 27″ E / 41.548761°N,2.240731°E ca:C. del Sant Crist de la Grua, 71 71 msnm               | bé cultural d'interès local | Ca l'Obdúlia                | Modifica les dades a Wikidata |
|        | Ca la Senyora Anita                                             | Montmeló | casa         | Estil: arquitectura eclèctica 20th century       | 41° 32′ 59″ N, 2° 14′ 38″ E / 41.549753°N,2.243809°E ca:C. del Sant Crist de la Grua, 25                       | bé cultural d'interès local | Ca la Senyora Anita         | Modifica les dades a Wikidata |
|        | Cal Nen                                                         | Montmeló | casa         | Estil: gòtic tardà                               | 41° 33′ 04″ N, 2° 14′ 53″ E / 41.551232°N,2.247986°E ca:C. Major, 7 80 msnm                                    | bé cultural d'interès local | Cal Nen (Montmeló)          | Modifica les dades a Wikidata |
|        | Can Calau                                                       | Montmeló | casa         | Estil: arquitectura eclèctica 20th century       | 41° 33′ 10″ N, 2° 14′ 57″ E / 41.552701°N,2.249246°E ca:C. de Vic, 33 82 msnm                                  | bé cultural d'interès local | Can Calau (Montmeló)        | Modifica les dades a Wikidata |
|        | Can Gil                                                         | Montmeló | casa         | Estil: historicisme arquitectònic 20th century   | 41° 33′ 04″ N, 2° 14′ 49″ E / 41.551045°N,2.246897°E ca:C. Major, 34-36 78 msnm                                | bé cultural d'interès local | Can Gil (Montmeló)          | Modifica les dades a Wikidata |
|        | Can Manich                                                      | Montmeló | casa         | Estil: arquitectura eclèctica 20th century       | 41° 33′ 20″ N, 2° 14′ 57″ E / 41.555679°N,2.249088°E ca:C. de Cervantes, 5 97 msnm                             | bé cultural d'interès local | Can Manich (Montmeló)       | Modifica les dades a Wikidata |
|        | Can Manich vell                                                 | Montmeló | casa         |                                                  | 41° 33′ 21″ N, 2° 14′ 57″ E / 41.5559356°N,2.249106°E ca:Carrer de Cervantes, núm. 7                           |                             |                             | Modifica les dades a Wikidata |
|        | Can Sabadell                                                    | Montmeló | casa         | Estil: modernisme català arquitectura modernista | 41° 32′ 53″ N, 2° 14′ 55″ E / 41.547945°N,2.248714°E ca:Onze de Setembre, 22                                   | bé cultural d'interès local | Can Sabadell (Montmeló)     | Modifica les dades a Wikidata |
|        | Casa Avinguda Vilardebó, 44 o Casa Arias                        | Montmeló | casa         | 20th century                                     | 41° 33′ 21″ N, 2° 14′ 54″ E / 41.555768°N,2.2482987°E ca:Avinguda Vilardebó, 44                                |                             |                             | Modifica les dades a Wikidata |
|        | Casa Forés                                                      | Montmeló | casa         | Estil: noucentisme 20th century                  | 41° 33′ 00″ N, 2° 14′ 39″ E / 41.549871°N,2.244158°E ca:C. del Sant Crist de la Grua, 21                       | bé cultural d'interès local | Casa Forés (Montmeló)       | Modifica les dades a Wikidata |
|        | Casa Tarrida                                                    | Montmeló | casa         | Estil: arquitectura eclèctica 20th century       | 41° 32′ 59″ N, 2° 14′ 38″ E / 41.5496°N,2.243759°E ca:C. del Sant Crist de la Grua, 27 74 msnm                 | bé cultural d'interès local | Casa Tarrida                | Modifica les dades a Wikidata |
|        | Casal Montserrat                                                | Montmeló | casa         | Estil: noucentisme 20th century                  | 41° 32′ 56″ N, 2° 14′ 57″ E / 41.548844°N,2.249219°E ca:C. Onze de Setembre, 5                                 | bé cultural d'interès local | Casal Montserrat (Montmeló) | Modifica les dades a Wikidata |
|        | Casal de la Creu                                                | Montmeló | casa         | Estil: noucentisme                               | 41° 32′ 51″ N, 2° 14′ 56″ E / 41.547581°N,2.248958°E ca:Onze de Setembre, 21                                   | bé cultural d'interès local | Casal de la Creu (Montmeló) | Modifica les dades a Wikidata |
|        | Cases Forés                                                     | Montmeló | casa         | 20th century                                     | 41° 32′ 59″ N, 2° 14′ 32″ E / 41.5496204°N,2.2423566°E ca:Carrer del Sant Crist, núms 6, 8, 10 i 12            |                             |                             | Modifica les dades a Wikidata |
|        | Hostal de la Grua                                               | Montmeló | casa         | 16th century                                     | 41° 32′ 57″ N, 2° 14′ 30″ E / 41.549197°N,2.241634°E ca:C. del Sant Crist de la Grua, 22                       | bé cultural d'interès local | Hostal de la Grua           | Modifica les dades a Wikidata |
|        | Torre de Can Calau                                              | Montmeló | casa         | 20th century                                     | 41° 33′ 12″ N, 2° 14′ 54″ E / 41.553346°N,2.24823°E ca:C. de Jacint Verdaguer, 9-13                            | bé cultural d'interès local | Torre de Can Calau          | Modifica les dades a Wikidata |
|        | casa de l'Avinguda Vilardebó, 19                                | Montmeló | casa         | 1921                                             | 41° 33′ 16″ N, 2° 14′ 48″ E / 41.5543685°N,2.2467869°E ca:Avinguda Vilardebó, 19                               |                             |                             | Modifica les dades a Wikidata |
|        | casa de l'Avinguda Vilardebó, 26                                | Montmeló | casa         | 20th century                                     | 41° 33′ 17″ N, 2° 14′ 51″ E / 41.5546071°N,2.2474296°E ca:Avinguda Vilardebó, 26                               |                             |                             | Modifica les dades a Wikidata |
|        | casa de l'Avinguda Vilardebó, 36 o Casa Urgell                  | Montmeló | casa         | 20th century                                     | 41° 33′ 19″ N, 2° 14′ 53″ E / 41.555202°N,2.2479235°E ca:Avinguda Vilardebó, 36                                |                             |                             | Modifica les dades a Wikidata |
|        | casa del carrer d'Ansel Clavé, núm. 36                          | Montmeló | casa         | 1952                                             | 41° 33′ 17″ N, 2° 14′ 55″ E / 41.5547697°N,2.248534°E ca:Carrer d'Ansel Clavé, núm. 36                         |                             |                             | Modifica les dades a Wikidata |
|        | casa del carrer d'Anselm Clavé, núm. 38                         | Montmeló | casa         | 1934                                             | 41° 33′ 18″ N, 2° 14′ 55″ E / 41.554943°N,2.2486638°E ca:Carrer d'Anselm Clavé, núm. 38                        |                             |                             | Modifica les dades a Wikidata |
|        | casa del carrer de Jacint Verdaguer, 26                         | Montmeló | casa         | 20th century                                     | 41° 33′ 15″ N, 2° 14′ 51″ E / 41.5540566°N,2.2476338°E ca:Carrer de Jacint Verdaguer, 26                       |                             |                             | Modifica les dades a Wikidata |
|        | cases de l'Avinguda Vilardebó, 24 i carrer Jacint Verdaguer, 32 | Montmeló | casa         | Arquitecte: Manuel Joaquim Raspall i Mayol 1932  | 41° 33′ 16″ N, 2° 14′ 50″ E / 41.5544214°N,2.2472637°E ca:Avinguda Vilardebó, 24 / carrer jacint Verdaguer, 32 |                             |                             | Modifica les dades a Wikidata |
|        | cases de l'Avinguda Vilardebó, 52 i 54                          | Montmeló | casa         | 1936                                             | 41° 33′ 23″ N, 2° 14′ 56″ E / 41.5562878°N,2.2487828°E ca:Avinguda Vilardebó, 52 i 54                          |                             |                             | Modifica les dades a Wikidata |

## curs d'aigua
| imatge | Nom      | Ubicat a | instància de                                               | Detalls                                                                      | coordenades                                                                                               | Protecció | Commons (més fotos) | Dades a WD                    |
| ------ | -------- | --- | ---------------------------------------------------------- | ---------------------------------------------------------------------------- | --- | --------- | ------------------- | ----------------------------- |
|        | Besòs    | província de Barcelona Vallès Oriental Vallès Occidental Barcelonès                                         | curs d'aigua riu principal                                 | Desemboca: mar Mediterrània Llarg: 17.7km Conca: 1038.31km²                  | 41° 32′ 47″ N, 2° 15′ 02″ E / 41.5463°N,2.2506°E 41° 25′ 07″ N, 2° 13′ 59″ E / 41.4187°N,2.2331°E 16 msnm |           | Besòs River         | Modifica les dades a Wikidata |
|        | Congost  | província de Barcelona Osona Vallès Oriental                                                                | curs d'aigua àrea protegida Pla d'Espais d'Interès Natural | Travessa: Osona Vallès Oriental Desemboca: Besòs Llarg: 41km Conca: 358.4km² | 41° 32′ 47″ N, 2° 15′ 05″ E / 41.546525°N,2.251326°E 41° 50′ 34″ N, 2° 10′ 58″ E / 41.842662°N,2.182677°E |           | Congost River       | Modifica les dades a Wikidata |
|        | Mogent   | Llinars del Vallès Vilalba Sasserra la Roca del Vallès Vallromanes Montornès del Vallès Vilanova del Vallès | curs d'aigua riu                                           | Desemboca: Besòs Llarg: 31.4km                                               | 41° 38′ 06″ N, 2° 27′ 14″ E / 41.635103°N,2.453769°E 41° 32′ 48″ N, 2° 15′ 05″ E / 41.546602°N,2.251394°E |           | Mogent              | Modifica les dades a Wikidata |
|        | el Tenes | província de Barcelona Moianès Vallès Oriental                                                              | curs d'aigua                                               | Desemboca: Besòs Llarg: 32.5km                                               | 41° 44′ 53″ N, 2° 09′ 35″ E / 41.748152°N,2.15967°E 41° 32′ 28″ N, 2° 13′ 49″ E / 41.541249°N,2.230325°E  |           | El Tenes            | Modifica les dades a Wikidata |

## edifici
| imatge | Nom                                  | Ubicat a | instància de | Detalls                                                  | coordenades                                                                                       | Protecció                                  | Commons (més fotos)               | Dades a WD                    |
| ------ | ------------------------------------ | -------- | ------------ | -------------------------------------------------------- | ------------------------------------------------------------------------------------------------- | ------------------------------------------ | --------------------------------- | ----------------------------- |
|        | Antic Jardí d'Infància El Cangur     | Montmeló | edifici      | Estil: arquitectura modernista 20th century              | 41° 32′ 58″ N, 2° 14′ 34″ E / 41.549557°N,2.242652°E ca:C. del Sant Crist de la Grua, 2-4         | bé cultural d'interès local                | Antic Jardí d'Infància El Cangur  | Modifica les dades a Wikidata |
|        | Cal Ferrer                           | Montmeló | edifici      | Estil: arquitectura popular Estat: enderrocat o destruït | 41° 33′ 04″ N, 2° 14′ 51″ E / 41.551076°N,2.247521°E                                              | bé integrant del patrimoni cultural català |                                   | Modifica les dades a Wikidata |
|        | Edifici Banc de Sabadell de Montmeló | Montmeló | edifici      | Estil: noucentisme 20th century                          | 41° 33′ 05″ N, 2° 14′ 54″ E / 41.551342°N,2.248221°E ca:C. Major, 3                               | bé cultural d'interès local                | Banc de Sabadell (Montmeló)       | Modifica les dades a Wikidata |
|        | Escorxador de Montmeló               | Montmeló | edifici      | Arquitecte: Manuel Joaquim Raspall i Mayol 20th century  | 41° 33′ 01″ N, 2° 15′ 04″ E / 41.550228°N,2.251203°E ca:C. Santiago Rusiñol, 3 76 msnm            | bé cultural d'interès local                | Escorxador de Montmeló            | Modifica les dades a Wikidata |
|        | Forn de Can Cucurny                  | Montmeló | edifici      | Estil: arquitectura popular                              | 41° 32′ 56″ N, 2° 14′ 48″ E / 41.548872°N,2.246565°E ca:Antonio Machado / Plaça de la Constitució | bé cultural d'interès local                |                                   | Modifica les dades a Wikidata |
|        | Fàbrica Màximo Mor                   | Montmeló | edifici      | 20th century                                             | 41° 32′ 53″ N, 2° 14′ 38″ E / 41.548007°N,2.24392°E ca:C. Primer de Maig - c. de Can Buscarons    | bé cultural d'interès local                | Fàbrica Màximo Mor                | Modifica les dades a Wikidata |
|        | Molí de la Torre Pardalera           | Montmeló | edifici      | Estil: arquitectura popular                              | 41° 34′ 00″ N, 2° 15′ 32″ E / 41.566665°N,2.258878°E                                              | bé cultural d'interès local                |                                   | Modifica les dades a Wikidata |
|        | Molí de vent de Can Sala             | Montmeló | edifici      | Estil: arquitectura popular 19th century                 | 41° 33′ 14″ N, 2° 14′ 43″ E / 41.5538°N,2.245351°E ca:C. del Timbaler del Bruc, 27                | bé cultural d'interès local                | Molí de vent de Can Sala          | Modifica les dades a Wikidata |
|        | Portalada Granja les Dos Mercedes    | Montmeló | edifici      | Estil: academicisme 20th century                         | 41° 33′ 19″ N, 2° 14′ 55″ E / 41.555201°N,2.248612°E ca:C. Nou, 68                                | bé cultural d'interès local                | Portalada Granja les Dos Mercedes | Modifica les dades a Wikidata |
|        | fàbrica Cucurny                      | Montmeló | edifici      | Estil: arquitectura popular Estat: enderrocat o destruït | 41° 32′ 56″ N, 2° 14′ 47″ E / 41.548844°N,2.246449°E                                              | bé integrant del patrimoni cultural català |                                   | Modifica les dades a Wikidata |

## edifici residencial
| imatge | Nom                           | Ubicat a | instància de        | Detalls                                    | coordenades | Protecció                   | Commons (més fotos)   | Dades a WD                    |
| ------ | ----------------------------- | -------- | ------------------- | ------------------------------------------ | --- | --------------------------- | --------------------- | ----------------------------- |
|        | Can Gaietà (Escola de Música) | Montmeló | edifici residencial |                                            | 41° 33′ 03″ N, 2° 14′ 43″ E / 41.5509147644043°N,2.24520492553711°E ca:Parc de la Quintana. Lluís Companys. Passeig Corts Catalanes |                             |                       | Modifica les dades a Wikidata |
|        | la Torreta                    | Montmeló | edifici residencial | Estil: arquitectura eclèctica 19th century | 41° 32′ 59″ N, 2° 15′ 02″ E / 41.54964065551758°N,2.2506539821624756°E ca:Folch i Torras, 2 78 msnm                                 | bé cultural d'interès local | La Torreta (Montmeló) | Modifica les dades a Wikidata |

## església
| imatge | Nom                     | Ubicat a | instància de | Detalls                       | coordenades                                                                          | Protecció                   | Commons (més fotos)     | Dades a WD                    |
| ------ | ----------------------- | -------- | ------------ | ----------------------------- | ------------------------------------------------------------------------------------ | --------------------------- | ----------------------- | ----------------------------- |
|        | Santa Maria de Montmeló | Montmeló | església     | Estil: arquitectura romànica  | 41° 33′ 00″ N, 2° 14′ 57″ E / 41.549978°N,2.249161°E ca:Plaça Santa Maria            | bé cultural d'interès local | Santa Maria de Montmeló | Modifica les dades a Wikidata |
|        | capella del Sant Crist  | Montmeló | església     | Estil: arquitectura eclèctica | 41° 32′ 57″ N, 2° 14′ 30″ E / 41.549043°N,2.241771°E ca:Sant Crist de la Grua, 55-57 | bé cultural d'interès local | Chapel of Sant Crist    | Modifica les dades a Wikidata |

## estació de ferrocarril
| imatge | Nom                      | Ubicat a | instància de                    | Detalls                       | coordenades                                                                     | Protecció                                  | Commons (més fotos)    | Dades a WD                    |
| ------ | ------------------------ | -------- | ------------------------------- | ----------------------------- | ------------------------------------------------------------------------------- | ------------------------------------------ | ---------------------- | ----------------------------- |
|        | Estació de Montmeló      | Montmeló | estació de ferrocarril baixador | Estil: arquitectura eclèctica | 41° 32′ 59″ N, 2° 14′ 44″ E / 41.549744°N,2.24549°E ca:Pg. Miquel Biada 80 msnm | bé integrant del patrimoni cultural català | Montmeló train station | Modifica les dades a Wikidata |
|        | Estació de Montmeló Nord | Montmeló | estació de ferrocarril          |                               | 41° 33′ 36″ N, 2° 15′ 03″ E / 41.5601°N,2.25097°E                               |                                            |                        | Modifica les dades a Wikidata |

## masia
| imatge | Nom             | Ubicat a | instància de | Detalls                                                  | coordenades                                                                                      | Protecció                                  | Commons (més fotos)     | Dades a WD                    |
| ------ | --------------- | -------- | ------------ | -------------------------------------------------------- | ------------------------------------------------------------------------------------------------ | ------------------------------------------ | ----------------------- | ----------------------------- |
|        | Can Butjosa     | Montmeló | masia        | Estil: arquitectura popular                              | 41° 33′ 21″ N, 2° 14′ 34″ E / 41.555773°N,2.2427°E ca:Camí de Montmeló                           | bé cultural d'interès local                |                         | Modifica les dades a Wikidata |
|        | Can Carreter    | Montmeló | masia        | Estil: arquitectura popular 18th century                 | 41° 33′ 03″ N, 2° 14′ 46″ E / 41.550759°N,2.246081°E ca:C. Major, 48 77 msnm                     | bé cultural d'interès local                | Can Carreter (Montmeló) | Modifica les dades a Wikidata |
|        | Can Cònsol      | Montmeló | masia        |                                                          | 41° 33′ 29″ N, 2° 15′ 03″ E / 41.558087002269°N,2.25079541149246°E                               |                                            |                         | Modifica les dades a Wikidata |
|        | Can Guitet      | Montmeló | masia        | Estil: arquitectura popular                              | 41° 33′ 52″ N, 2° 15′ 02″ E / 41.564426°N,2.250574°E ca:Bosc de Can Guitet. Circuit de Catalunya | bé cultural d'interès local                | Can Guitet              | Modifica les dades a Wikidata |
|        | Can Gurgui      | Montmeló | masia        |                                                          | 41° 32′ 51″ N, 2° 14′ 09″ E / 41.5474957089054°N,2.23593016917151°E                              |                                            |                         | Modifica les dades a Wikidata |
|        | Can Puig        | Montmeló | masia        | 18th century                                             | 41° 32′ 57″ N, 2° 14′ 28″ E / 41.549295°N,2.241189°E ca:Ptge. Monturiol, 1-5                     | bé cultural d'interès local                | Can Puig (Montmeló)     | Modifica les dades a Wikidata |
|        | Can Sala        | Montmeló | masia        |                                                          | 41° 33′ 13″ N, 2° 14′ 42″ E / 41.5535279718034°N,2.24508031998756°E                              |                                            |                         | Modifica les dades a Wikidata |
|        | Can Tacó        | Montmeló | masia        | Estil: arquitectura popular                              | 41° 32′ 56″ N, 2° 15′ 23″ E / 41.548827°N,2.256518°E                                             | bé integrant del patrimoni cultural català | Can Tacó (Montmeló)     | Modifica les dades a Wikidata |
|        | Mas Moreneta    | Montmeló | masia        | Estil: arquitectura popular                              | 41° 34′ 07″ N, 2° 15′ 30″ E / 41.568719°N,2.258243°E                                             | bé cultural d'interès local                |                         | Modifica les dades a Wikidata |
|        | Torre Pardalera | Montmeló | masia        | Estil: arquitectura popular Estat: enderrocat o destruït | 41° 34′ 06″ N, 2° 15′ 31″ E / 41.568396°N,2.258516°E                                             | bé integrant del patrimoni cultural català |                         | Modifica les dades a Wikidata |

## monument
| imatge | Nom                         | Ubicat a | instància de | Detalls                          | coordenades                                                                                                  | Protecció | Commons (més fotos) | Dades a WD                    |
| ------ | --------------------------- | -------- | ------------ | -------------------------------- | --- | --------- | ------------------- | ----------------------------- |
|        | Escultura Vas de Vicarello  | Montmeló | monument     |                                  | 41° 32′ 51″ N, 2° 15′ 00″ E / 41.54753494262695°N,2.249882936477661°E ca:Rotonda BV-5126 / Pg. Besós         |           |                     | Modifica les dades a Wikidata |
|        | Monument a Ernest Lluch     | Montmeló | monument     | Dedicat a: Ernest Lluch i Martín | 41° 33′ 13″ N, 2° 15′ 03″ E / 41.553733825683594°N,2.250714063644409°E ca:Plaça Ernest Lluch                 |           |                     | Modifica les dades a Wikidata |
|        | Monument al 1050 aniversari | Montmeló | monument     |                                  | 41° 33′ 02″ N, 2° 14′ 44″ E / 41.5505485534668°N,2.2455179691314697°E ca:Parc de la Quintana. Lluís Companys |           |                     | Modifica les dades a Wikidata |

## muntanya
| imatge | Nom                | Ubicat a                      | instància de | Detalls | coordenades                                                                                         | Protecció | Commons (més fotos)       | Dades a WD                    |
| ------ | ------------------ | ----------------------------- | ------------ | ------- | --------------------------------------------------------------------------------------------------- | --------- | ------------------------- | ----------------------------- |
|        | Turó de la Bandera | Montmeló                      | muntanya     |         | 41° 33′ 21″ N, 2° 14′ 50″ E / 41.55586111°N,2.24730556°E 117.4 msnm                                 |           |                           | Modifica les dades a Wikidata |
|        | les Tres Creus     | Montornès del Vallès Montmeló | muntanya     |         | 41° 33′ 08″ N, 2° 15′ 26″ E / 41.55213889°N,2.25719444°E ca:08170 - Montornès del Vallès 150.2 msnm |           | Les Tres Creus (Montmeló) | Modifica les dades a Wikidata |

## polígon industrial
| imatge | Nom                             | Ubicat a | instància de       | Detalls | coordenades                                                         | Protecció | Commons (més fotos) | Dades a WD                    |
| ------ | ------------------------------- | -------- | ------------------ | ------- | ------------------------------------------------------------------- | --------- | ------------------- | ----------------------------- |
|        | Polígon industrial El Pedregar  | Montmeló | polígon industrial |         | 41° 33′ 19″ N, 2° 15′ 14″ E / 41.5552962027036°N,2.25378953493124°E |           |                     | Modifica les dades a Wikidata |
|        | Polígon industrial Sota el Molí | Montmeló | polígon industrial |         | 41° 32′ 50″ N, 2° 14′ 29″ E / 41.5472348461693°N,2.24142465003382°E |           |                     | Modifica les dades a Wikidata |
|        | Zona industrial del Circuit     | Montmeló | polígon industrial |         | 41° 33′ 45″ N, 2° 15′ 36″ E / 41.5624975231563°N,2.26006287525776°E |           |                     | Modifica les dades a Wikidata |

## rellotge de sol
| imatge | Nom                                                            | Ubicat a | instància de    | Detalls | coordenades                                                                                         | Protecció | Commons (més fotos) | Dades a WD                    |
| ------ | -------------------------------------------------------------- | -------- | --------------- | ------- | --------------------------------------------------------------------------------------------------- | --------- | ------------------- | ----------------------------- |
|        | rellotge de sol de can Butjosa                                 | Montmeló | rellotge de sol | 1954    | 41° 33′ 21″ N, 2° 14′ 34″ E / 41.555702°N,2.2427056°E ca:Camí de Montmeló, núm. 2                   |           |                     | Modifica les dades a Wikidata |
|        | rellotge de sol de l'Hostal de la Grua                         | Montmeló | rellotge de sol |         | 41° 32′ 57″ N, 2° 14′ 30″ E / 41.5491782°N,2.2416532°E ca:Carrer del Sant Crist de La Grua, núm. 22 |           |                     | Modifica les dades a Wikidata |
|        | rellotge de sol de la casa núm 56 del carrer del Doctor Robert | Montmeló | rellotge de sol | 1968    | 41° 33′ 20″ N, 2° 14′ 47″ E / 41.5554513°N,2.2463004°E ca:Carrer del Doctor Robert, núm 56          |           |                     | Modifica les dades a Wikidata |

## Misc
| imatge | Nom                                | Ubicat a                      | instància de                                                                   | Detalls                                                   | coordenades | Protecció                                  | Commons (més fotos)            | Dades a WD                    |
| ------ | ---------------------------------- | ----------------------------- | ------------------------------------------------------------------------------ | --------------------------------------------------------- | --- | ------------------------------------------ | ------------------------------ | ----------------------------- |
|        | Ajuntament i escoles               | Montmeló                      | edifici administratiu                                                          | Estil: noucentisme                                        | 41° 33′ 06″ N, 2° 14′ 53″ E / 41.55179977416992°N,2.24793004989624°E ca:Plaça de la Vila |                                            |                                | Modifica les dades a Wikidata |
|        | Bomba d'aigua del carrer Major     | Montmeló                      | font                                                                           | Estil: arquitectura popular 20th century                  | 41° 33′ 05″ N, 2° 14′ 54″ E / 41.551375°N,2.248317°E ca:C. Major, 1 | bé cultural d'interès local                | Bomba d'aigua del carrer Major | Modifica les dades a Wikidata |
|        | Can Tabola                         | Montmeló                      | nucli d'entitat singular de població nucli de població                         | 99 hab                                                    | 41° 33′ 34″ N, 2° 15′ 19″ E / 41.5595743°N,2.25533769°E 87 msnm |                                            |                                | Modifica les dades a Wikidata |
|        | Casa de la Vila de Montmeló        | Montmeló                      | casa consistorial                                                              | Estil: noucentisme                                        | 41° 33′ 00″ N, 2° 14′ 57″ E / 41.549978°N,2.249161°E | bé cultural d'interès local                | Ajuntament de Montmeló         | Modifica les dades a Wikidata |
|        | Circuit de Barcelona-Catalunya     | Vallès Oriental Montmeló      | autòdrom                                                                       | 1989-02-24 Llarg: 4675m Anomenat per: Catalunya Barcelona | 41° 34′ 12″ N, 2° 15′ 40″ E / 41.57°N,2.2611111111111°E |                                            | Circuit de Catalunya           | Modifica les dades a Wikidata |
|        | Escultura de la 'M'                | Montmeló                      | obra escultòrica monument                                                      | 2003                                                      | 41° 33′ 57″ N, 2° 15′ 50″ E / 41.5657607°N,2.2638166°E 41° 33′ 56″ N, 2° 15′ 50″ E / 41.56568908691406°N,2.263843059539795°E ca:Rotonda de la Verneda del Congost i la BV-5003. ca:Verneda del Congost / BV-5003 |                                            |                                | Modifica les dades a Wikidata |
|        | Fita de terme de Can Puig          | Montmeló                      | fita                                                                           |                                                           | 41° 32′ 57″ N, 2° 14′ 28″ E / 41.549188°N,2.2411855°E ca:Carrer del Sant Crist / cantonada amb el Passatge Monturiol                                                                                             |                                            |                                | Modifica les dades a Wikidata |
|        | Horts del Raiguer                  | Montmeló                      | hort                                                                           |                                                           | 41° 33′ 14″ N, 2° 15′ 26″ E / 41.5539073°N,2.2571325°E ca:El Raiguer |                                            |                                | Modifica les dades a Wikidata |
|        | Mons Observans                     | Montmeló Montornès del Vallès | jaciment arqueològic                                                           |                                                           | 41° 33′ 00″ N, 2° 15′ 28″ E / 41.5501°N,2.25771°E ca:Camí de les Tres Creus 120 msnm | bé cultural d'interès nacional             | Mons Observans                 | Modifica les dades a Wikidata |
|        | Montmeló                           | Montmeló                      | entitat singular de població capital municipal ens local històric de Catalunya | 8887 hab                                                  | 41° 33′ 00″ N, 2° 14′ 57″ E / 41.54994979°N,2.24905716°E 79 msnm |                                            |                                | Modifica les dades a Wikidata |
|        | Museu Municipal de Montmeló        | Montmeló                      | museu                                                                          | Estil: modernisme català 1998                             | 41° 33′ 09″ N, 2° 14′ 59″ E / 41.552417°N,2.249722°E ca:Plaça Joan Miró | bé cultural d'interès local                | Can Caballé (Montmeló)         | Modifica les dades a Wikidata |
|        | Pineda de l'avinguda de Vilardebó  | Montmeló                      | pineda                                                                         |                                                           | 41° 33′ 22″ N, 2° 14′ 54″ E / 41.556059°N,2.2482222°E |                                            |                                | Modifica les dades a Wikidata |
|        | Pont Vell                          | Montmeló Montornès del Vallès | pont                                                                           | Estil: arquitectura popular Travessa: Besòs Estat: ruïnós | 41° 32′ 48″ N, 2° 14′ 53″ E / 41.546738°N,2.248058°E ca:08170 - Montornès del Vallès | bé cultural d'interès local                |                                | Modifica les dades a Wikidata |
|        | Pou de Can Sala                    | Montmeló                      | element arquitectònic                                                          |                                                           | 41° 33′ 16″ N, 2° 14′ 39″ E / 41.5545647°N,2.2441936°E ca:Carrer Timbaler del Bruc, núm. 37 |                                            |                                | Modifica les dades a Wikidata |
|        | Pous de glaç del Duc               | Montmeló                      | estructura arquitectònica                                                      |                                                           | 41° 33′ 08″ N, 2° 15′ 18″ E / 41.552284240722656°N,2.2549989223480225°E ca:Peu del turó de les Tres Creus |                                            |                                | Modifica les dades a Wikidata |
|        | Pous dels turons de les Tres Creus | Montmeló                      | pou de neu                                                                     | Estil: arquitectura popular                               | | bé integrant del patrimoni cultural català |                                | Modifica les dades a Wikidata |
|        | Rectoria                           | Montmeló                      | rectoria                                                                       | Estil: modernisme català                                  | 41° 33′ 00″ N, 2° 14′ 56″ E / 41.55°N,2.2488888888888887°E ca:C. de Santa Maria, 1 | bé cultural d'interès local                | Rectoria (Montmeló)            | Modifica les dades a Wikidata |
|        | Turó Tres Creus                    | Montmeló                      | vèrtex geodèsic                                                                | Alt: 1.2m                                                 | 41° 33′ 08″ N, 2° 15′ 26″ E / 41.552129°N,2.257271°E 151.654 msnm |                                            |                                | Modifica les dades a Wikidata |
|        | barri del Casino                   | Montmeló                      | assentament humà                                                               | Estat: enderrocat o destruït                              | 41° 32′ 57″ N, 2° 14′ 55″ E / 41.549097°N,2.248689°E | bé integrant del patrimoni cultural català |                                | Modifica les dades a Wikidata |
|        | naixement del riu Besòs            | Montmeló                      | confluència                                                                    |                                                           | 41° 32′ 48″ N, 2° 15′ 01″ E / 41.546638888888886°N,2.25025°E 67.5 msnm |                                            |                                | Modifica les dades a Wikidata |